# Крюково (Сафоновский район)
Крю́ково — деревня в Смоленской области России, в Сафоновском районе. Население – 5 жителей (2007 год). Расположена в центральной части области в 22 км к северо-западу от Сафонова, в 8 км севернее автомагистрали М1 «Беларусь», на правом берегу Днепра. Входит в состав Николо-Погореловского сельского поселения.

## История
Известна как минимум с 1654 года (пожалована царём Алексеем Михайловичем вместе с огромной вотчиной стольнику Лыкошину после освобождения Смоленска от владычества Речи Посполитой). В конце XVIII века владельцем деревни становится Андрей Богданович Лыкошин, который в период с 1780 по 1789 год устраивает в селе родовую усадьбу. В этом же году Крюково становится селом (владельцем деревни построена каменная церковь). По замечаниям племянника Андрея Лыкошина Владимира Ивановича: 
Усадьба эта была великолепна, все строения каменные, огромные сады, оранжереи, особое здание театра, – одним словом, все причуды роскоши, какую в то время можно было видеть в домах вельмож...
Впоследствии село перешло во владения к тайному советнику, Нижегородскому, а потом Санкт-Петербургскому генерал-губернатору Храповицкому И.С. (1830 – 1840-е годы), а затем к Финляндскому генерал-губернатору графу Фёдору Гейдену. В 1850-е годы в усадьбе построен большой конный двор, открыт завод по производству кумыса и минеральной воды из местного источника. В 1903 году сыном Фёдора Логиновича Дмитрием было построено здание церковно-приходской школы.
В 1918 году усадьбу национализировали, сначала была создана коммуна, затем совхоз, судьба ценностей неизвестна. В настоящее время сохранились остатки парка и здание конного завода.

## Достопримечательности
- Памятник археологии: курганная группа (26 курганов) в 2 км к северу от деревни на правом берегу реки Соля.
- Памятник архитектуры: конный двор, середина XIX века, руины храма 1789 года в честь Успения Пресвятой Богородицы и более поздней церковной ограды